# Platygaster rohweri
Platygaster rohweri är en stekelart som beskrevs av Fouts 1924. Platygaster rohweri ingår i släktet Platygaster och familjen gallmyggesteklar. Inga underarter finns listade i Catalogue of Life.